# Негрос
Не́грос (таг. Negros) — остров средних размеров в группе Филиппинских островов. Расположен в центре архипелага, на 10 градусе с.ш., между 122 и 124 градусами в.д. Имеет вытянутую форму, в длину — более 180 км. Площадь — 13 074,5 км². Численность населения — 4 414 131 человек (2015 год). Входит в островную группу Висайя.

## География

Физическая карта острова Негрос

С севера омывается морями Висаян и Сибуян, с юга — морем Сулу. Остров горный. Высшая точка — вулкан Канлаон, 2464 м над уровнем моря. Западный берег — низменный, большинство мелких рек текут с гор на запад. От соседних островов отделён проливами Гимарас (остров Панай) и Таньон (остров Себу). По климату Негрос более сухой, чем соседний Панай, в год выпадает 1600—2000 мм осадков. Климат — субэкваториальный, муссонный.

## Население
Остров разделён на две провинции: Западный Негрос (2 907 859 чел.) и Восточный Негрос (1 286 666 чел.). Крупнейший город — Баколод.
В населении преобладают висайя, в городах есть китайцы, в горах на юге живут негроиды аэта.

## Экономика
Горные районы заняты тропическими лесами, низменности засеяны в основном кукурузой и техническими культурами. В большинстве городов на севере развито производство сахара. В горах на юге производится добыча серебра и меди.